# Naucleopsis pseudonaga
Naucleopsis pseudonaga là một loài thực vật có hoa trong họ Moraceae. Loài này được (Mildbr.) C.C. Berg mô tả khoa học đầu tiên năm 1969.